# Bahái hit

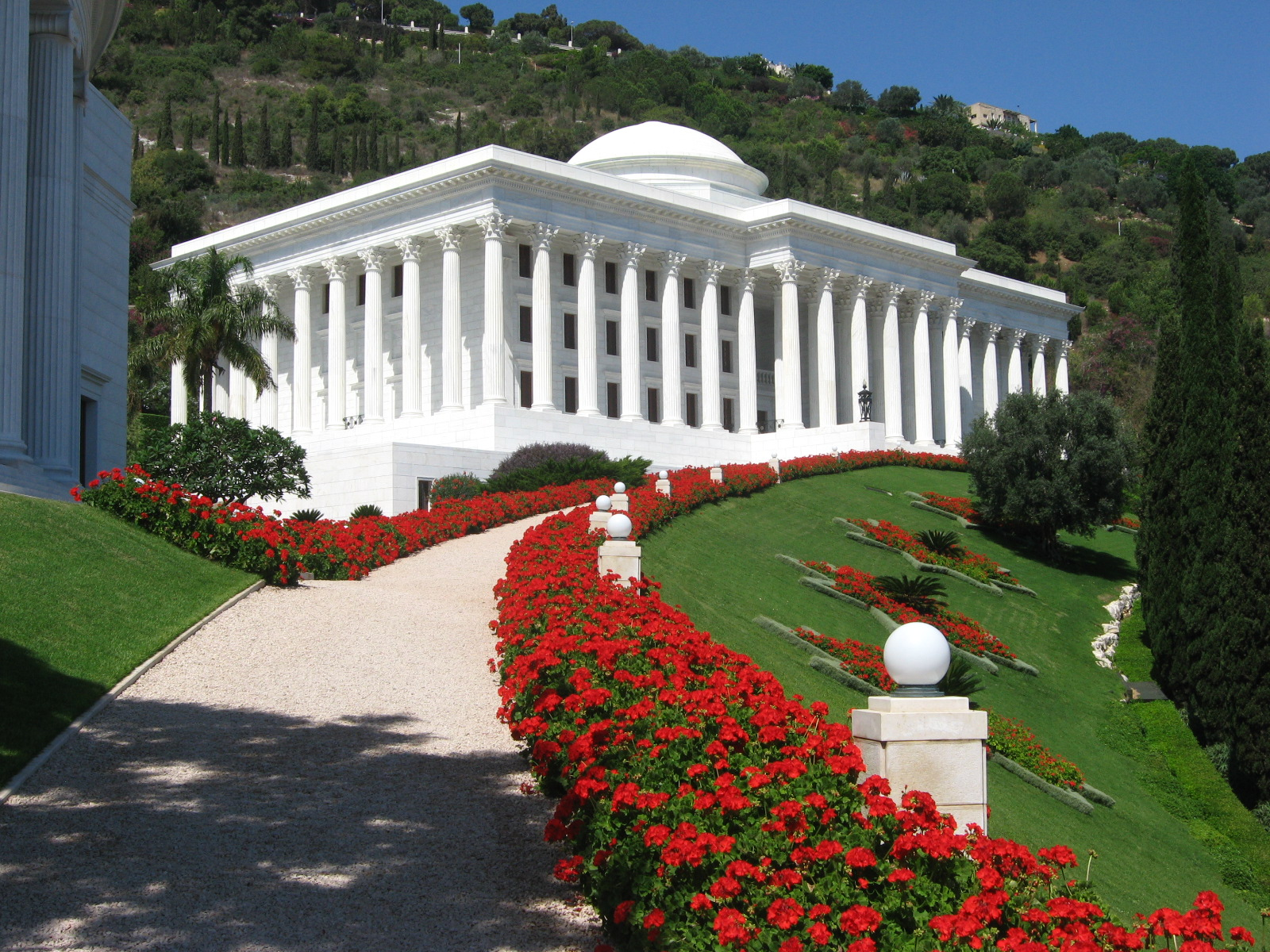
A bahái hit vezető testületének, az Igazságosság Egyetemes Házának székhelye (Izrael, Haifa)

A bahái hit, bahái írásmóddal bahá’í hit a 19. század közepén, Perzsiában alapított egyistenhívő vallás. Alapítója, Baháalláh (1817–1892) üzenetének lényege, hogy az egész emberiség egyetlen faj, és eljött az idő, hogy egyetlen világméretű társadalommá egyesüljön.
A bahái hit a világ legfiatalabb önálló vallása, követőinek száma jelenleg 5-6 millió között van, akik a Föld szinte minden országában élnek. Bahái irodalom több mint 800 nyelven olvasható.
A bahái hit szerint ugyanaz az Isten küldte a nagy vallások alapítóit, hogy elősegítsék az emberiség lelki fejlődését. Mózes, Buddha, Jézus, Mohamed és mások erkölcsi tanításai ugyanazok, míg társadalmi tanításai az adott kor szükségleteinek és az emberek felfogóképességének feleltek meg. Baháalláh szerint a mai kor kiváltsága, hogy az emberiség és a vallások egységének felismerésével az emberek világszinten valósíthatják meg a békét és az igazságosságot.
Mi csupán a világ javát és a nemzetek boldogságát akarjuk, hogy a nemzetek hitben váljanak eggyé, és minden ember testvére legyen egymásnak, hogy megerősíttessék a szeretet és az egység köteléke az emberek gyermekei között; hogy a vallások közötti különbségek eltűnjenek, és a faji előítéletek megszűnjenek… – mi rossz van ebben?

## Etimológia
A bahái kifejezés azt jelöli, hogy valaki Baháalláh követője. Eredete a „dicsőség” vagy „ragyogás” jelentésű arab bahá (بهاء, tudományos átiratban bahā’) szó. A bahái szó utalhat a hit követőjére, vagy a vallással kapcsolatos melléknév is lehet (pl. bahái közösség). Elvétve előfordul a vallás megnevezésére a baháizmus szó is, ezt azonban követői nem szívesen használják.

## Története

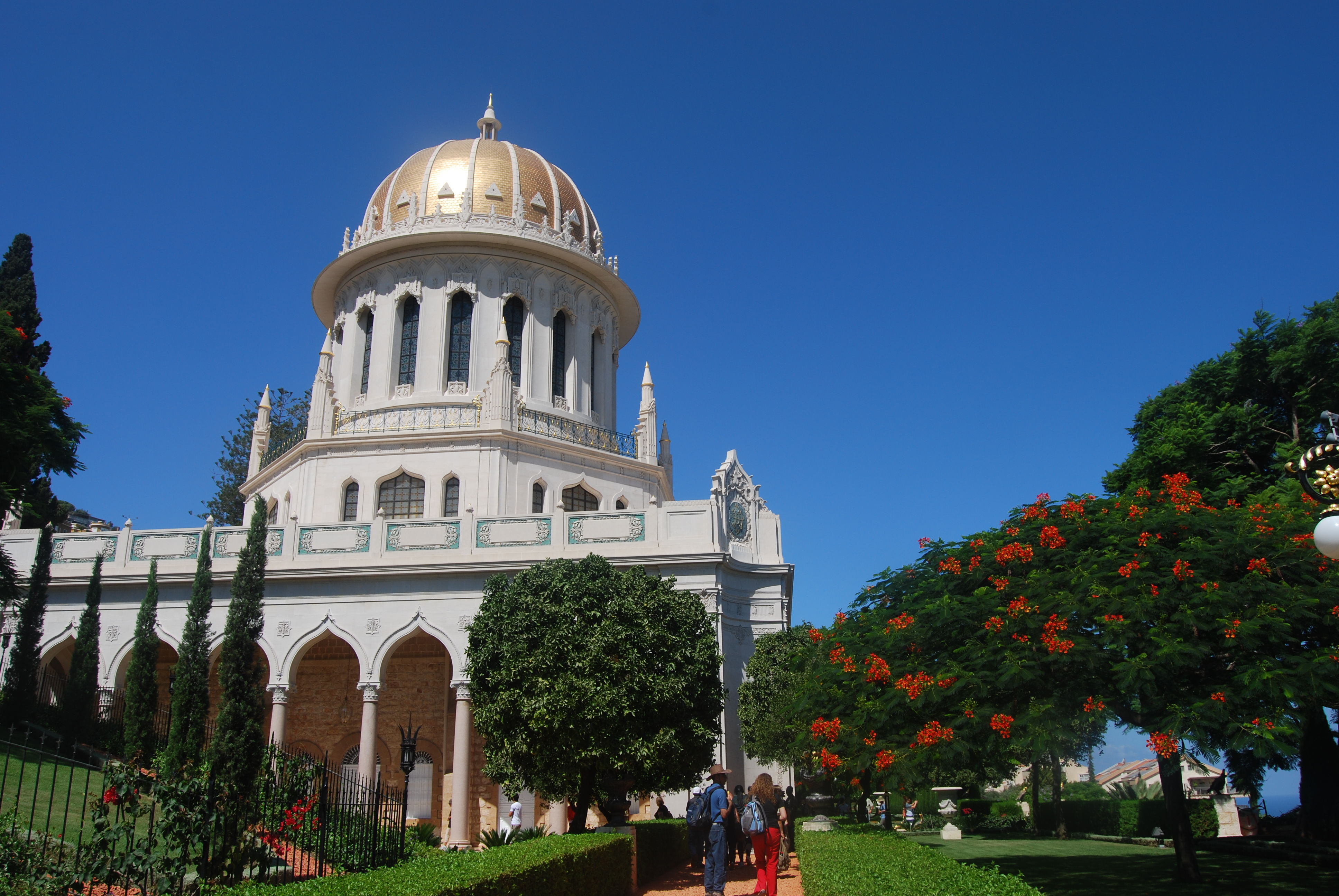
A bahái hit előfutára, a Báb sírszentélye (Izrael, Haifa)

1844. május 23-án a perzsiai Siráz városában egy fiatalember – akit később a Báb (arabul: „a Kapu”) címen ismertek –, elkezdte hirdetni a világ minden népe által várva várt „Isten Küldötté”-nek közelgő megjelenését. Bábnak számos követője volt, köztük volt Baháalláh is, aki Báb halála után a vallási csoport vezetője lett.
Baháalláhot, Bábban való hite miatt, bebörtönözték. A börtönben misztikus élményben volt része: Isten kinyilvánította neki, hogy ő az, akinek eljövetelét a Báb megjövendölte: „Azokban a napokban, amikor Teheránban a tömlöcben sínylődtem, bár a láncok iszonyú súlya és a bűzös levegő csak keveset engedett aludnom, mégis azon ritka pillanatokban úgy éreztem, mintha valami alápatakzott volna a fejemről a mellemre, miként egy hatalmas áradat, mely magas hegyoromról dörögve zuhan alá a völgybe. Ilyenkor minden testrészem tűzbe borult és nyelvem olyan dolgokat szólt, miket ember el nem viselhetett.”
Négy hónapot töltött a Fekete Veremnek nevezett borzalmas börtönben. Megfosztották vagyonától, és egy hónapot kapott, hogy családjával együtt elhagyja az országot. Bagdadba ment, és rengeteg kinyilatkozás született az évek alatt. A Rejtett szavak rövid és lenyűgöző lelki útmutató, A hét völgy egy misztikus alkotás, melyet válaszul a szúfik kérdéseire nyilatkoztatott ki. Nagy teológiai művét, A bizonyosság könyvét két nap és két éjszaka alatt írta meg. 1863-ban a török szultán elrendelte átköltöztetését Konstantinápolyba.
A távozásának hírére összegyűlt tömeg akkorára nőtt, hogy elhagyván a várost a folyó túlpartján lévő szigetre mentek. Itt a Rizván kertben követőinek elmondta, hogy valóban ő az, „Akit Isten ki fog nyilvánítani”, azaz a Báb által megjövendölt, Jézus, Mohamed, Zarathustra és Buddha utáni isteni megnyilvánulás, így örömbe fordítván az emberek szomorúságát. A következő években Konstantinápolyba, Drinápolyba, és végül Akkóba száműzték. Drinápolyból és Akkóból leveleket írt korának számos uralkodójához, melyekben felszólította őket, hogy a világbéke érdekében csökkentsék hadifelszereléseiket, és igyekezzenek az államok és az emberek közti ellentétek megszüntetésére.
Baháalláh fia, Abdolbahá (1844–1921) „A dicsőség szolgája”, életével mutatott tökéletes példát, értelmezte számunkra az isteni tanításokat és hirdette azokat világszerte.

### Története Magyarországon

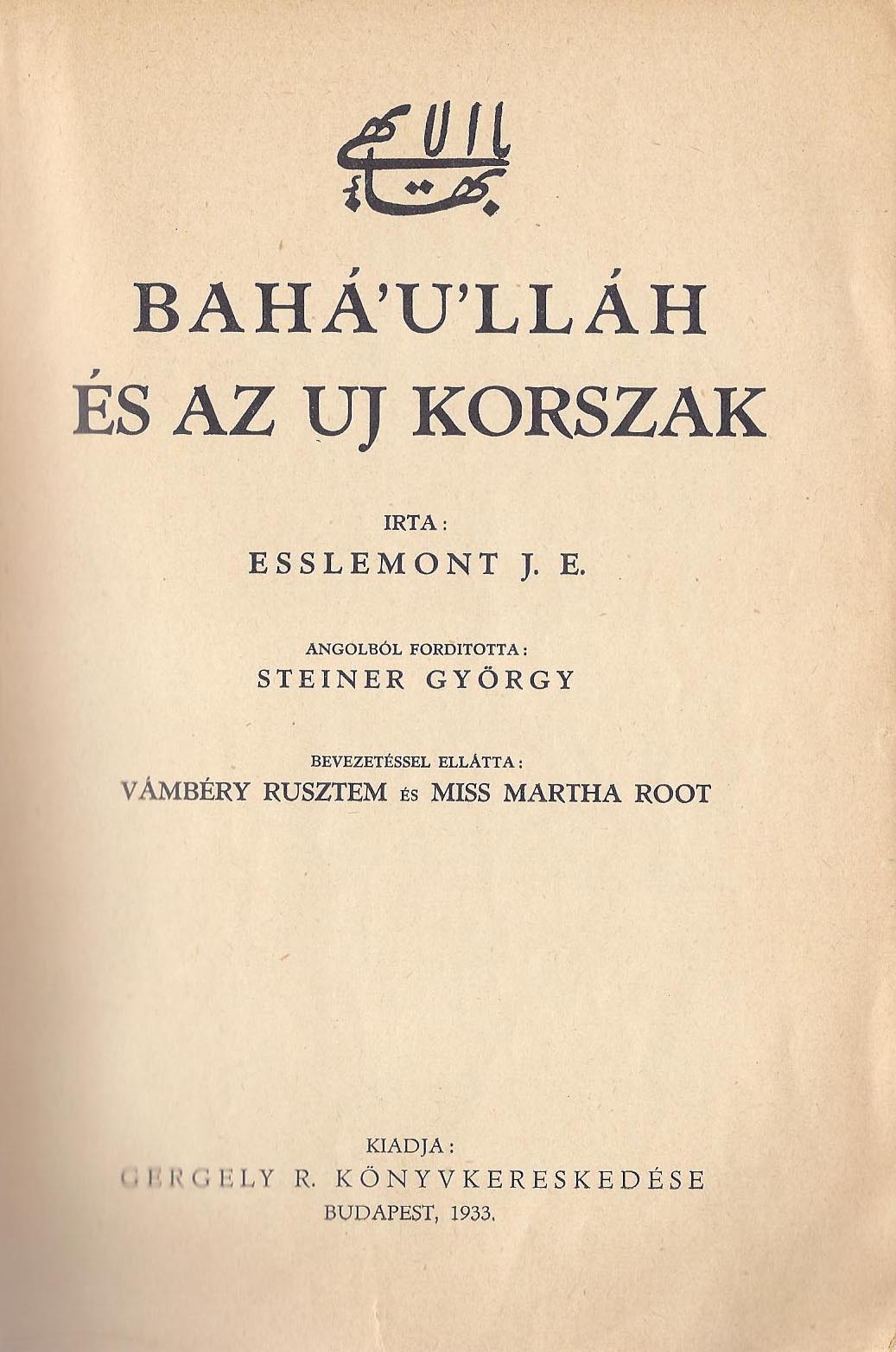
Az első magyar nyelvű bahái könyv belső címoldala

A Báb kijelentése után 8 évvel, 1852-ben a magyarországi újságok már hírt adtak a Báb követőinek üldözéséről.

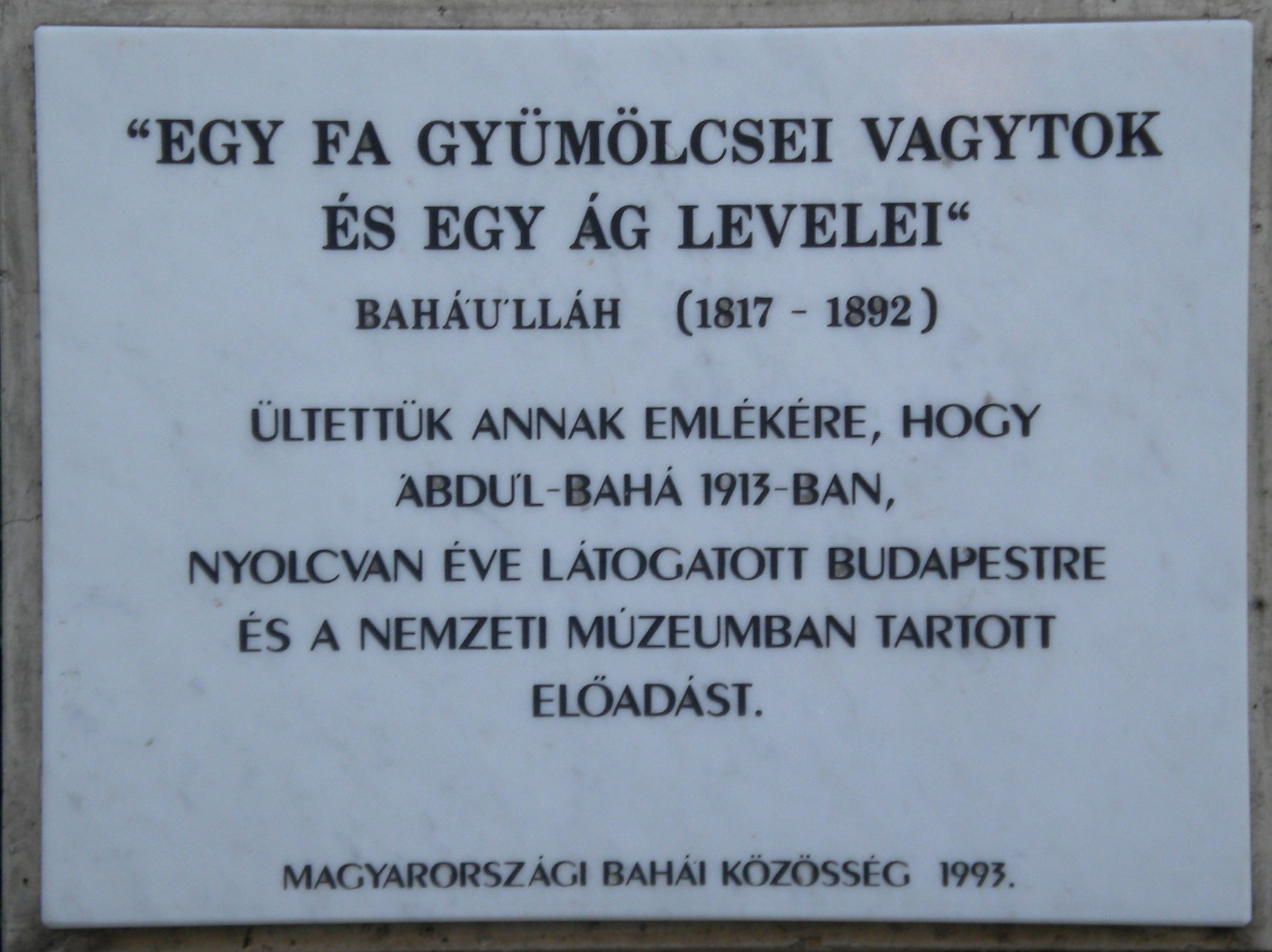
Emléktábla a Nemzeti Múzeum kertjében, mely Abdolbahá 80 évvel azelőtti budapesti látogatására emlékezik. A táblát a 2018-as parkfelújítás során elmozgatták.

A bahái hit legfontosabb magyarországi eseménye Abdolbahá budapesti látogatása volt 1913. április 9. és 18. között. Több előadást tartott a Nemzeti Múzeumban és a Régi Képviselőházban. Számos újságcikk számolt be a nemzetek és a vallások közötti béke, a nők és férfiak egyenjogúsága, valamint édesapja más alapelveiről. Vámbéry Ármin kétszer találkozott Abdolbahával Budapesten, mely találkozások után levélben fejezte ki nagyrabecsülését és felajánlotta szolgálatait, ezért a hit hívei őt tekintik az első bahái hívőnek. Nádler Róbertet Abdolbahá személyisége annyira megihlette, hogy kérte, hogy képet festhessen róla.
Az első budapesti bahái közösség 1933-ban jött létre; ekkor adták ki az első magyar nyelvű bahái könyvet. A közösség tagjainak nagy része zsidó származású volt, akiket érzékenyen érintett a II. világháború, illetve az 1950-es évek, amikor hivatalosan is feloszlatták a bahái közösséget.
Az 1980-as évek végétől alakult újjá a közösség. A budapesti Helyi Szellemi Tanácsot 1990-ben választották újra, míg az Országos Szellemi Tanács 1992-ben alakult meg.

## A bahái hit tanításai
A bahái hit társadalmi tanításai a mai globális kor szükségleteihez igyekeznek igazodni. Az egységes emberiséget szeretné létrehozni, felszámolni az előítéleteket, egyenlő jogokat és lehetőségeket biztosítani a férfiak és a nők számára. Célja a vallás és a tudomány összehangolása, mindenkire kiterjedő oktatás, egy nemzetközi nyelv bevezetése és a szegénység és gazdagság végleteinek megszüntetése.
A bahái hit tanítása szerint egyetlen Isten létezik, aki folyamatosan fedi fel akaratát az embereknek. Ennek a folyamatnak a legfőbb előrevivői az Isteni Hírnökök, Zoroaszter, Ábrahám, Mózes, Buddha, Jézus és Mohamed, akik egymás tanításaira építve nevelik az emberiséget. A bahái hit megerősíti az alapvető erkölcsi tanításokat, melyeket Isten összes eddigi hírnöke hozott; társadalmi tanításai a mai kor az ún. Törvénykorszak szükségleteihez igazodnak.
Arra buzdítja híveit, hogy az összes vallás követőjével barátságban, egyetértésben és megkülönböztetés nélkül érintkezzenek; figyelmezteti őket a vakbuzgóság, a zendülés, a gőg, a civódás és viszály veszélyeire; szívükbe vési a teljes testi tisztaságot, az igazsághoz való szigorú ragaszkodást, a makulátlan lelki tisztaságot, a megbízhatóságot, a vendégszeretetet, a hűséget, az udvariasságot, a türelmet, az igazságosságot és tisztességet.

### Az emberiség egysége
Semmi kétség sem lehet arra nézve, hogy a Föld népei, bármely fajúak vagy vallásúak is, ösztönzésüket egyetlen mennyei Forrásból nyerik, és ugyanazon Isten alattvalói
Baháalláh egyik alaptanítása az emberiség egysége. Az emberiség bizonyos fejlődési fokozatokon ment át a történelem során: a legrégebbi időkben az emberek elszigetelt családközösségekben éltek, ezekből szerveződtek a törzsek, majd a városállamok, államok, végül a nemzetek. A fejlődési skála csúcspontján a világ egyesülése fog bekövetkezni – jósolta meg Baháalláh.
A bahái hit alapító célja az volt, hogy az embereket rávezesse a világegység felé vezető útra: „Bizony, azért jöttünk, hogy egyesítsük és összeforrasszuk mindeneket, kik a Földön lakoznak” A tanítások minden egyes emberhez szólnak, ez azonban nem jelent egyformaságot, mert a bahái a különbözőségek összhangja, melyben minden egyes ember megtalálhatja sajátos elképzeléseinek és céljainak legmagasabb kifejezési formáját, ugyanakkor a többi ember, nemzet szokásaiból, vívmányaiból is részesülhet.
A világ egysége azon fog majd alapulni, hogy az egyes emberek ráébrednek: az emberiség együvé tartozása mai szellemi életünk vezérfonala. Ezt az egységet nem lehet és nem is kell az emberekre erőszakolni, az embereknek maguknak kell felismerniük, hogy „a világ egy ország, és az emberiség tagjai az ő polgárai„ Ha az emberek eljutnak ehhez a gondolathoz, és megszűnik az emberek közti széthúzás is, a világcivilizáció gazdag és változatos lesz.

### A vallások egysége
Isten ajándéka e felvilágosult kor számára az emberiség egységének és a vallások lényegi azonosságának felismerése.
A bahái hitűek úgy tartják, hogy minden nagy világvallás isteni eredetű. Minden vallásalapítót ugyanaz az Isten küldte. A vallások sokfélesége az isteni kinyilatkoztatás különböző idejéből és a különböző népek szükségleteiből ered.

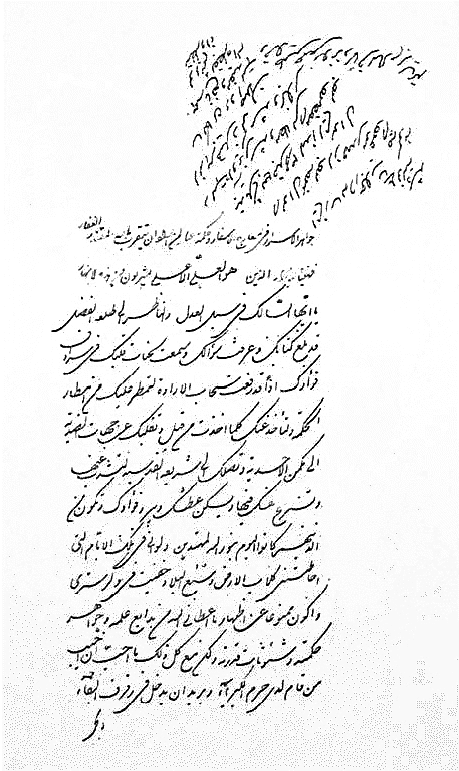
Az isteni misztériumok drágakövei [Dzsaváhir al-Aszrár] első oldala

Isten lényege az emberi értelemmel fel nem fogható, meg nem érthető. Az isteni akarat Általa kiválasztott hírnökökön, prófétákon vagy bahái szóhasználattal Isten megnyilvánulásain keresztül jut el hozzánk. Hasonlíthatók egy tükörhöz, akikben a Nap jellemzői nyilvánulnak meg és továbbítódnak a szemlélődőhöz, de a tükör mégsem lesz azonos a Nappal.
Isten megnyilvánulásai egyszerre bírnak emberi tulajdonságokkal és isteni tökéletességgel. Saját, emberi akaratukat feladva tökéletes tükörként továbbítják Isten igéit, melyek abban a korban szükségesek az emberek fejlődéséhez. Isten megismerése lehetetlen a Napba közvetlenül nézve, csak a Megnyilvánulásain keresztül lehetséges.
Isten megnyilvánulásai a Földön nagyjából ezer évente járnak, akik: Krisna, Ábrahám, Zarathustra, Mózes, Buddha, Jézus, Mohamed, a Báb és Baháalláh. Mindegyiküket kigúnyolták és üldözték kortársaik. Életük során csak kevesen ismerték fel igazi valójukat, de haláluk után milliók szerették és tisztelték őket, és teszik ezt a mai napig. Ők voltak az emberiség igazi tanítói, kiknek a feladata az volt, hogy az emberiséget közelebb vigyék Istenhez. Minden próféta rendelkezett az isteni szellemiséggel, ezért úgy tekinthetők, mint egy lélek és egy és ugyanazon személy.
Minden isteni megnyilvánulás saját egyéniséggel rendelkezik és minden egyes megnyilvánulás, bár más személyiséggel és háttérrel jelenik meg, mint elődei, mégis olyan, mintha velük az összes előzőnek a szelleme is visszatérne. Mindig arra építenek, amit az előző próféta már elhozott, de mindig egy új üzenetet is hoznak, amely a saját korukhoz szól. Ugyanakkor megjövendölik az elkövetkező próféta eljövetelét is.
A bahái hitűek a világ összes nagy vallásának alapítóját tisztelik, és azok kinyilatkoztatásait, tanításait, írásaikat szent eredetűnek tartják. Baháalláh követői szerint Ő az eddigi utolsó megnyilvánulás.
Tanítása szerint minden vallás két részből áll: szellemi és társadalmi tanításokból. Különbség csak a társadalmi szinten jelentkezik, például a vallás külsőségeiben. A szellemi síkon azonban teljes az egyezés, ide tartoznak az örök érvényű erkölcsi törvények, például az összes vallásban fontos a család, míg tilos az emberölés. A társadalmi tanítások nem örök érvényűek és módosíthatóak a kor szellemi fejlettsége és igényeinek függvényében. Az emberek a történelem során különböző dolgokat vesznek el, illetve tesznek hozzá a vallásokhoz, így alakultak ki a különbségek a vallásokon belül, és közöttük is: a későbbi magyarázok elhomályosították az eredeti isteni üzenetet. Baháalláh küldetése az, hogy megteremtse a vallások közti egységet. A vallások egyesítése az út a világbéke felé.

### Az előítéletek megszüntetése
A bahái hit az előítéletek kiváltó okát a világban dúló különböző indíttatású háborúkban látja. A háborúk akkor fognak véget érni, amikor az emberek felismerik, hogy minden ember egyforma.
Baháalláh tanítása szerint a nemzeteket és különböző emberfajokat az egység szemével kell szemlélni: „Bizony, az Isteni Akarat mennyországából alászálló szavak a világ egységének és harmóniájának a forrásai. Csukjátok be szemeteket a faji különbségek előtt, és üdvözöljetek mindenkit az egység napsugarával. Nem kívánunk mást, mint a világ javát és a nemzetek boldogságát, hogy mind egyesüljön a hitben, és az emberek testvérként szeressék egymást…, hogy megszűnjenek a vallások megosztottságai, és eltöröltessenek a faji különbségek.”

### Isten
Isten természete felfoghatatlan az ember számára – tanítja a bahái hit. Az emberi elme sohasem lesz képes felfogni Isten nagyságát, a valódi természetét. Ennek oka az, hogy a véges nem képes felfogni a végtelent. Amit mégis tudhatunk róla az az, hogy Ő a világ megformálója, minden egyes embert gyerekeként szeret. Isten nem közvetlenül kommunikál az emberekkel, hanem a prófétákon keresztül: „…a szentség ragyogó Drágakövei, akik a szellem birodalmából támadnak elő az emberi templom nemes alakjában, és nyilvánítanak ki mindenkinek, hogy a világ tudomására hozzák a változatlan Lény misztériumait, és beszéljenek múlhatatlan Lényegének titkairól.”
Az ember ha közelebb akar kerülni Istenhez, a próféták tanításait kell tanulmányozza, mert ezek Isten megnyilvánulásai a Földön.

### Az ember

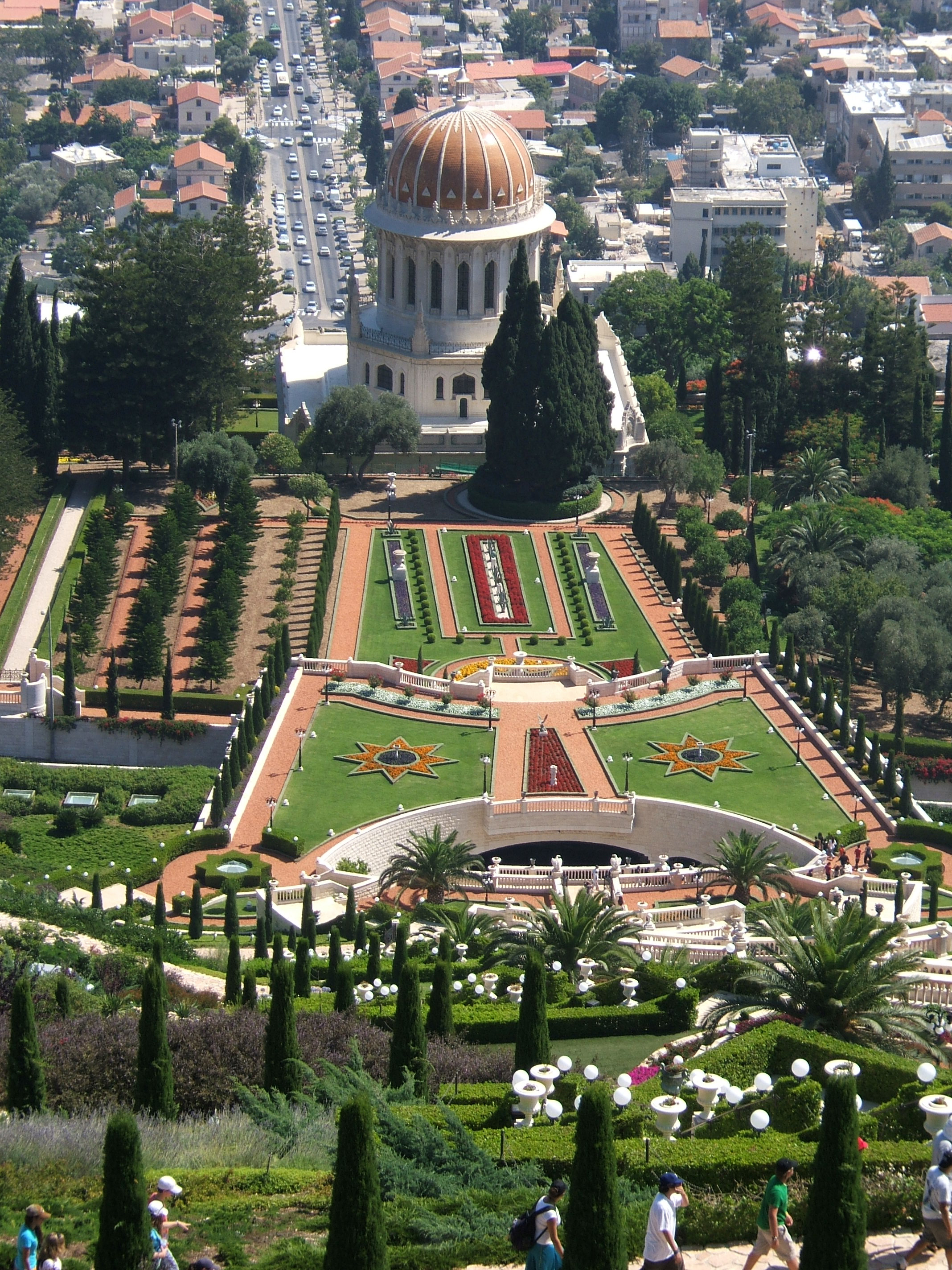
Bahái teraszok Izraelben

Az ember a legmagasabb létforma a Földön, mivel Isten gondolkodással és értelemmel ruházta fel, és olyan lélekkel ajándékozta meg, amely képes felismerni és szeretni Őt: „Ó, Ember Fia! Örömöm telt a teremtésedben, ezért teremtettelek. Szeress hát te is engem, hogy neveden szólíthassalak, és megtölthessem lelkedet az élet szellemével„
Ha az ember Isten megnyilvánulásai felé fordul, képessé válhat, hogy elnyerje az Istentől származó jeleket: a szeretetet, az igazságot, a könyörületességet és az igazságosságot. Hogy Isten felé fordul-e az ember, azt csupán maga dönti el. Mindazt, amit ember elérhet, csak a saját erőfeszítésein keresztül kaphatja meg. Mivel Isten előtt minden ember egyenlő, ezért nem kivételez senkivel, egyformán segít mindenkit. Minden egyes emberben rejtőzködik egy magasabb rendű szellemi természet, és magának az embernek a feladata, hogy fejlessze ezt, hogy szerethesse Istent. Azonban az embernek van egy alacsonyabb rendű, állati természete is. A legnagyobb boldogságot az ember azonban csupán a lelki énjén keresztül érheti el – a legnagyobb boldogság: a lélek megelégedettsége.

#### Az emberi lélek, élet és halál
A bahái hit szerint a lélek nem rendelkezik fizikai tulajdonságokkal, ezért a test halála után tovább él. Amíg a testben lakozik, olyan kapcsolatban van vele, mint a fény az őt visszaverő tükörrel: attól, hogy a tükör összetörik, a fény még világít. A lélek azonban nem öröktől fogva létezik, hanem fogamzáskor jön létre, és teljesen egyedi. A földi élet a lelkeknek olyan, mint egy lépcsőfok arra, hogy kifejlessze magában az olyan szellemi képességeket, mint a megbízhatóság, a könyörület, mások iránti szeretetet és a nagylelkűség.
A lélek a test halála után egy új létstádiumba jut, amelyben tovább fejlődik és egyre közelebb kerül Istenhez. A túlvilági előrehaladás attól függ, hogy milyen erőfeszítéseket tettünk a világi életünkben. A mennyország és a pokol nem valóságosan létező helyek, hanem lelkiállapotok. A menny az Istenhez való közelség, a pokol pedig a Tőle való távolság.

### Nők és férfiak egyenlősége
A világ igazságos felépítéséhez elengedhetetlen követelmény a férfiak és a nők egyenlősége. A világ jólétéhez is elengedhetetlen az egyenjogúság: „Az emberi világnak két szárnya van – a nők és a férfiak. A madár csak akkor suhanhat a légben, ha mindkét szárnya egyformán fejlett”
Baháalláh kijelentette, hogy a nőket ugyanolyan színvonalú oktatásban kell részesíteni, mint a férfiakat, valamint a társadalomban is hasonlóak kell legyenek a jogaik. Ha előfordul egy családban, hogy nincs elég pénz két gyermek nevelésére, Baháalláh azt tanácsolta, hogy a lányt küldjék iskolába, mert ő lesz az elkövetkező nemzedék nevelője.
A háborúk megszűnésének egyik okát a nők egyenjogúságában látta Baháalláh: amikor az anyák is hozzászólhatnak majd a világ dolgaihoz, más szempontok alapján fognak dönteni, hogy a fiaik háborúba menjenek-e. A nőknek azonban törekedniük kell az egyenjogúságra és nem várniuk, hogy a férfiak egyszer majd megadják ezt nekik. A következő idézetben Baháalláh leírja, milyen is lesz a világ az egyenjogúság elérése után: „Az elmúlt korszakokban a nyers erő uralkodott, és a férfi agresszívabb testi és szellemi tulajdonságainál fogva előnyben volt a nővel szemben. De a mérleg karja már mozog: az erőszak uralma hanyatlóban van, és előtérbe kerülnek azok a tulajdonságok, amelyekben a nő az erősebb: értelmi frissesség, intuíció, szeretet és szolgálat. Ebből adódóan a következő kor kevésbé lesz férfias, és jobban át fogják hatni a nőies vonások…”

### A jó és a gonosz
Baháalláh szerint a világegyetemben egyetlenegy erő munkálkodik: a végtelen és mindenható jóságos Isten. A gonosz nem egy független létező, hanem a jó hiánya. Ha egy ember rosszat tesz, ez azért van, mert hiányzik belőle a tudás. A rossz tehát nem egy létező valami, hanem léthiány, a jó ismeretének a hiánya, éppen ezért könnyen megszüntethető. Az egyénnek nincs más dolga, mint hogy fejlessze képességeit. A jó az Isten tanításainak követése; a gonosz az azoktól való tudatos elfordulás.

### Egyetemes oktatás
Baháalláh kinyilatkoztatta, hogy mivel a tudatlanság és a tanulatlanság az emberiséget elválasztó falak, mindenkinek részesülnie kell oktatásban és képzésben. Ez lesz a gyógyszer a kölcsönös megértés hiányára, és ez fogja előrelendíteni az emberiség egységének ügyét. Az egyetemes oktatás egyetemes törvény.

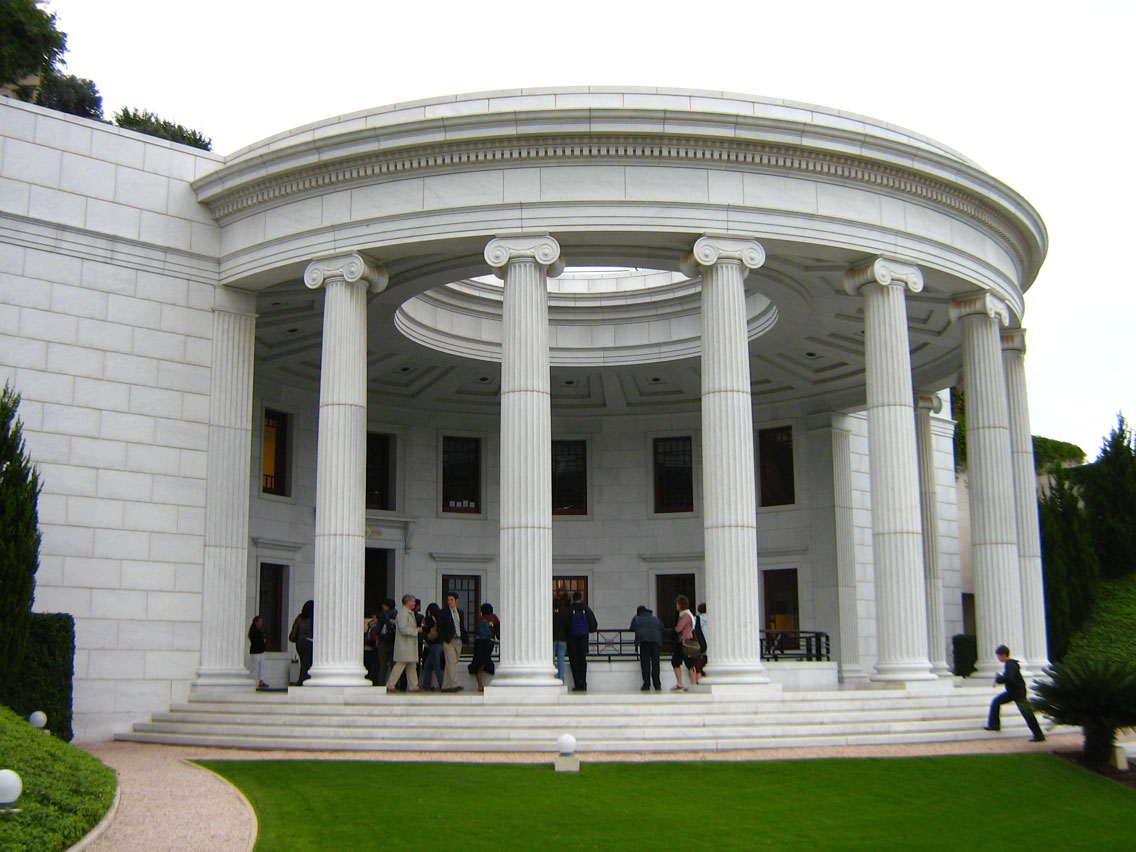
Bahái oktatási centrum

Baháalláh tanításainak egyik legfontosabb része az oktatásról szól: ezek szerint minden embernek egyformán meg kell adni a lehetőséget, hogy tanulhasson, de mindenkinek meg kell tanulni írni és olvasni. Isten egyik legnagyobb ajándéka az emberek felé a tudás. Ezért a tudást elutasítók beszűkültebb életet fognak élni, mint azok, akik a tanulást választották. A legjobb tudás pedig az, amivel az egyén hasznára lehet a társadalmának és emeli az élet minőségét.
Mivel az emberek képességei nem hasonlóak, az oktatásnak alkalmazkodnia kell ezekhez a képességekhez. Az oktatás olyan kell legyen, hogy mindenki könnyen elérhesse általa azt a szintet, amelyen a legközelebb kerülhet Istenhez.

### Tilalmak
A bahái vallás a következő tilalmakat teszi híveinek kötelezővé: tilos a cölibátus, az aszketizmus, a drogok és az alkohol fogyasztása. (Gyógyítási célból, orvos tanácsára viszont használható az alkohol.) Továbbá tilos a házasságtörés, az emberölés, a szándékos gyújtogatás, a rágalmazás, a koldulás, a hamis vádaskodás és tanúskodás, a holttestek elhamvasztása, a bűnök embereknek való meggyónása, az állatokkal való kegyetlenkedés, a szerencsejátékok, a homoszexualitás, más kezének a megcsókolása (Keleten az alávetettség jelzése – nem tiltott nálunk hölgyek üdvözlésére), a rabszolgaság és a lopás.

### Világcivilizáció létrehozása

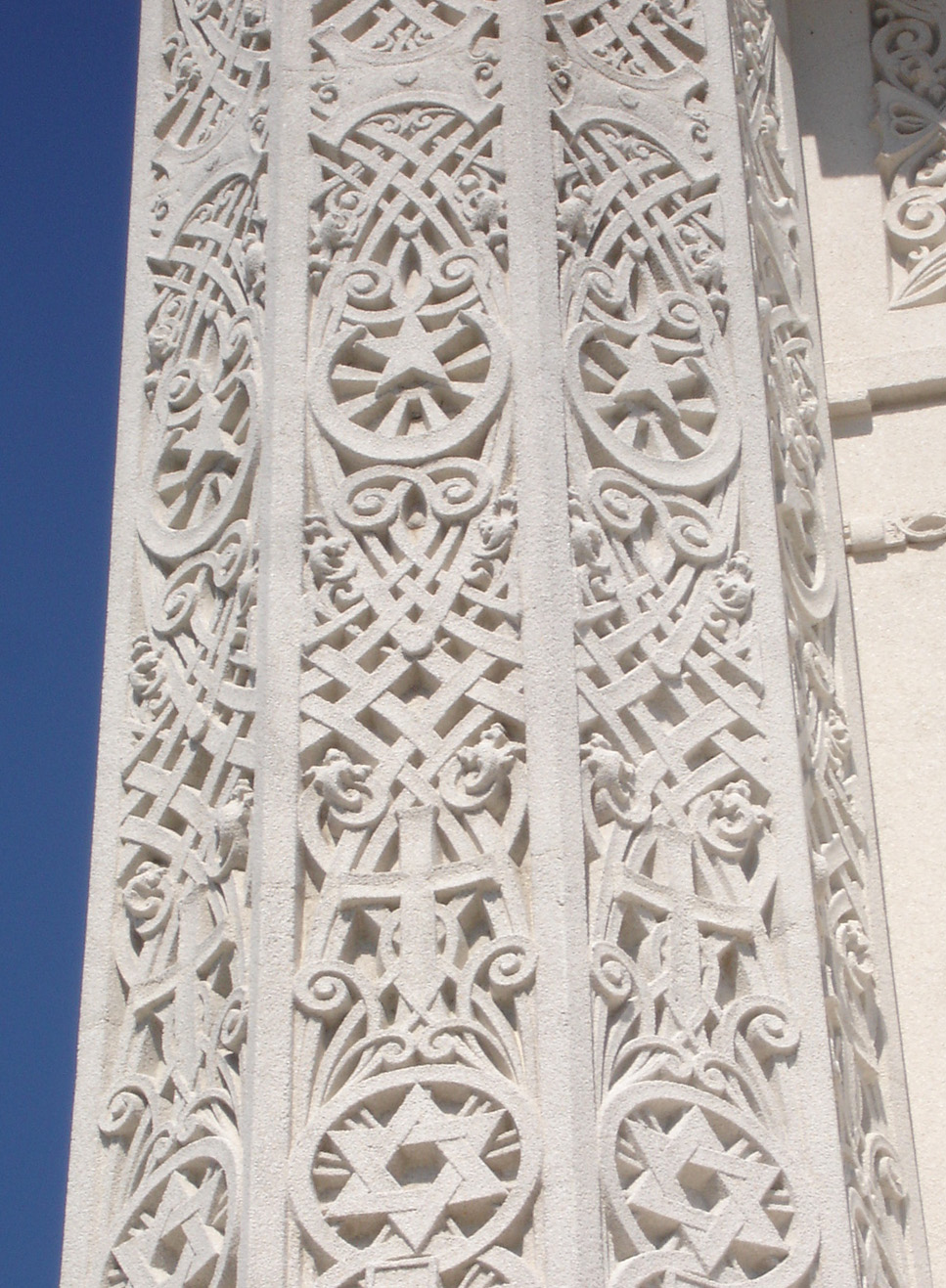
A chicagói bahái templom oszlopa, különböző vallási szimbólumokkal

Az emberi társadalom az egységes világállam irányában fejlődik. Hogy ez létrejöhessen, a világ népei bizonyos lépéseket kell, hogy végrehajtsanak:
1. Az országokon belüli és az országok közötti vagyonbeli különbségek eltörlése
2. Egy nemzetközi, általánosan elfogadott nyelv bevezetése, melyet minden iskolában az anyanyelv mellett kell tanítani.
3. Egy világparlament létrehozása, ahol minden nemzet képviseltetheti magát
4. Egy Legfelsőbb Bíróság megalakítása
5. A különböző emberfajták és nemzetek közötti érintkezés és megértés egyszerűsítése és elősegítése annak az érdekében, hogy egységes írás-, pénz-, súly- és mértékrendszer jöhessen létre.

Ha a fenti pontok teljesülnek, a bahái hit szerint megszűnnek a nemzetek közti versengések, a gyűlölködés és a faji ellenségeskedés. Továbbá megszűnik a nélkülözés és a tulajdon szertelen felhalmozódása is. És mivel nem lesz több háború, az emberiség is gyors fejlődésnek indul, mert minden eddig háborúra fordított idő és pénz hasznos dolgokra lesz befektetve.

### Világbéke
Baháalláh nemcsak híveinek hirdette a világbéke gondolatát, számos levelet küldött szét a világban, az uralkodók és főpapok részére. Így gondolkodott erről:
„El kell jönnie az időnek, mikor mindenki rádöbben egy, az egész emberiséget magában foglaló hatalmas gyűlés megtartásának szükségességére. Ott részt kell vegyenek a Föld uralkodói és királyai, és a tárgyalásokban jelen lévén meg kell fontolják azon utakat s módozatokat, melyek megteremtik a világ Nagy Békéjének alapját. Egy ilyen béke megkívánja, hogy a Föld népeinek nyugalma érdekében a Nagyhatalmak tökéletesen béküljenek ki egymással. Ha bármely király fegyvert emel egy másikra, mindnek egységesen kell fellépnie ellene, és megakadályoznia ebben. Ha ez beteljesíttetik, a világ nemzeteinek nem lesz többé szükségük fegyverekre, csak annyira, amennyi birodalmaik megvédéséhez és a belső nyugalom fenntartásához szükségeltetik … Közeleg a nap, mikor a világ minden népe elfogad majd egy egyetemes nyelvet és egy közös írást. Mikor az bekövetkezik, bármilyen városba utazzék is valaki, olyan lesz az, mintha hazaérkeznék … Az ma az igazi ember, aki magát az emberi faj szolgálatának szenteli … Ne azzal büszkélkedjék, hogy szereti országát, hanem azzal, hogy az egész világot. A Föld egy ország, s az emberiség a polgárai.”

## Bahái életmód
A baháiok nem viselnek semmilyen megkülönböztető öltözéket, nem tartoznak ugyanazon faji csoporthoz. A bahái életforma abban különbözik a többitől, hogy nincs hivatalos papi testülete, sőt senki, akit azért fizetnének, hogy a hitet terjessze, tanítsa.

### Egyéni életvitel

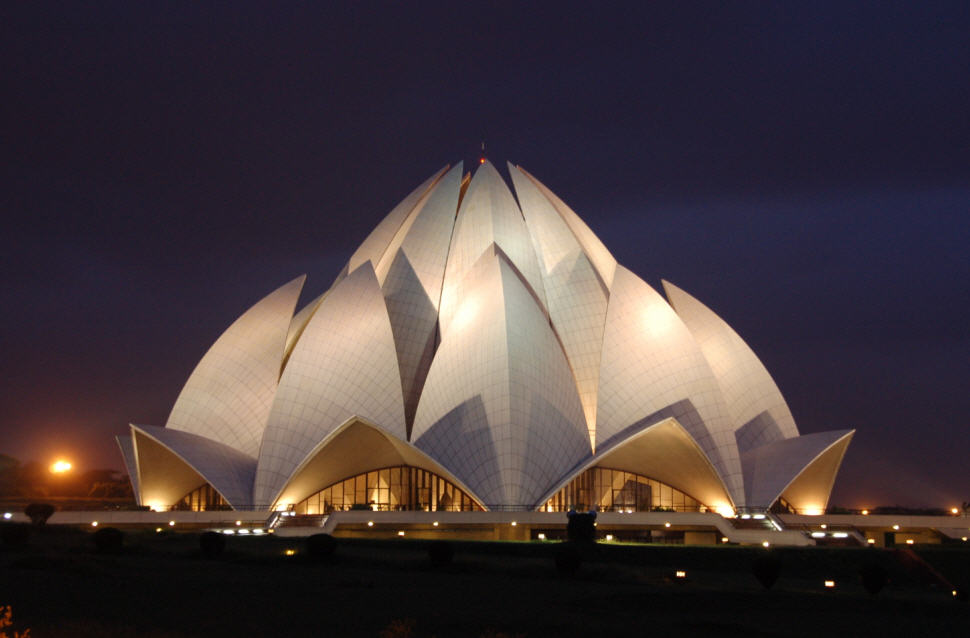
Delhiben található Lótusz templom

#### Viselkedés
A baháioknak nem beszédük vagy öltözködésük, hanem cselekedeteik alapján kell felismerhetővé válniuk. Ezek a viselkedésnormák nem térnek el más nagyobb vallások által előirt viselkedési normáktól. Az egyéneknek arra kell törekedniük, hogy őszinték, kedvesek, udvariasak, megbocsátók és nagylelkűek legyenek. Továbbá tisztelniük kell szüleiket, vendégszeretők és hűségesek is kell, hogy legyenek.

#### Ima és böjt
- Az ima elengedhetetlen része az ember szellemi fejlődésének. Baháalláh kötelezővé tette a hívek számára az imát, azonban ennek hosszúságát a hívőkre bízta.
- A böjt március 2. és 20. között tartandó, a 15 és 70 év közötti egészséges hívők napkelte és napnyugta között nem ehetnek és nem is ihatnak. Az úton lévők, a várandós és a szoptató anyák mentesülnek a böjt alól.
- Szent szövegek naponkénti tanulmányozása

A bahái hitűeknek minden napjuk kezdetén és végén a bahái szent szövegeket kell tanulmányozniuk. Célja a felfrissülés és nem az elme fárasztása, ezért nem fontos annak hosszúsága vagy a ráfordított idő mennyisége.
- Az emberiség szolgálata

Baháalláh szerint a mindennapi munkát istentiszteletnek kell tekinteni: nem az ember teremtetett a munkáért, hanem a munka az emberért. A munka olyan tevékenység kell, hogy legyen, amely felemeli az egyént, és nem alacsonyítja le. A munkának nem szabad robotnak lennie vagy szükséges rossznak, hanem az emberiség szolgálatának szellemében Istenről való megemlékezésnek.
- A Hit tanítása

A bahái vallásban nincsenek lelkészek vagy papok, a tanítások terjesztése minden hívő kötelessége. Baháalláh azt mondta, a legjobb tanítási módszer az, ha az ember életével mutat példát. A baháik megosztják a hitüket mindenkivel, azonban aki nem kíván hallani róla, azt nem erőltetik.

### A bahái család

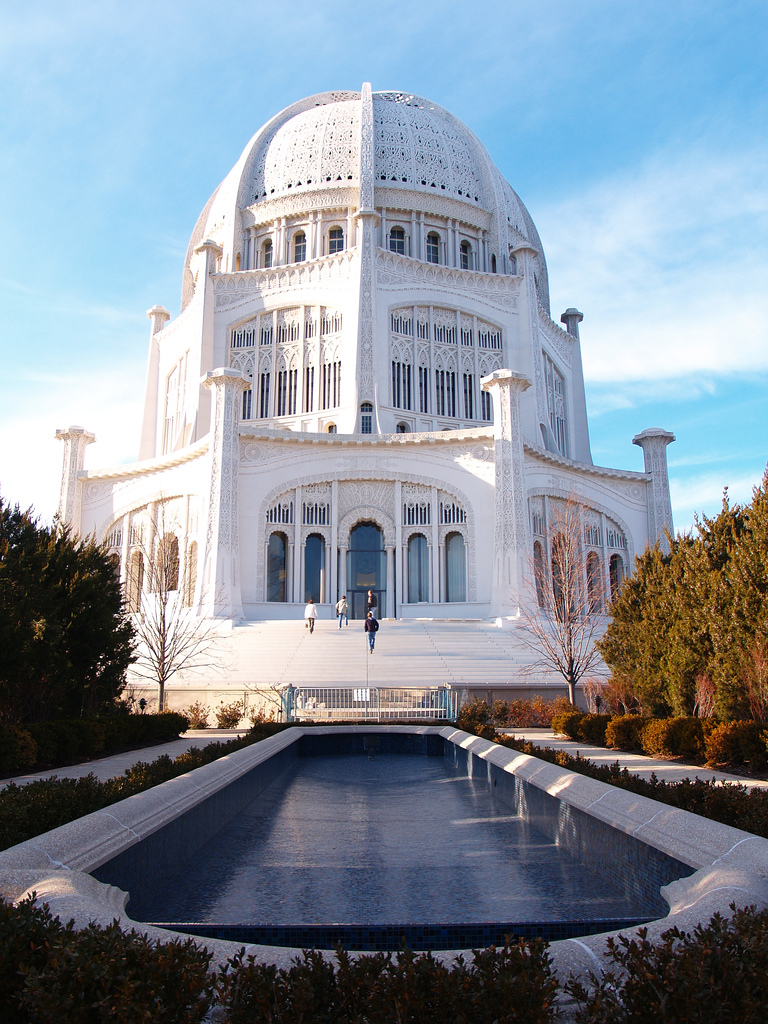
A chicagói bahái templom

A család a társadalom alapja, ezért fontos annak boldogsága és harmóniája. Baháalláh javasolja a házasságot, de nem teszi kötelezővé. A bahái hitben a házasság magasztos egyesülés, Isten céljainak kifejeződése. E szent kötelék teremti meg az ideális körülményeket a férfi és a nő testi-szellemi kibontakozásában. A házasság első célja a gyermeknemzés és a gyerekek nevelése. A házasságon kívüli szexuális kapcsolat nem megengedett, aki ezt mégis megteszi, azt a társadalom megfelelő büntetésben kell, hogy részesítse. Így, mivel a házasságtörés nem megengedett, a hívőket arra bátorítják, hogy fiatalon házasodjanak. A válás nincs megtiltva és bizonyos körülmények fennállása esetén megengedett, azonban csak utolsó megoldásként használható, ha már minden békítési kísérlet zátonyra futott.
Tilos a szülők által megrendezett házasság, a fiataloknak saját maguknak kell kiválasztaniuk társukat, majd ki kell kérniük szüleik véleményét is a választottal kapcsolatban. Bahái házasság addig nem köthető, amíg mindegyik élő szülő nem egyezett bele.
A bahái hitűek szabadon házasodhatnak, bőrszínre, vagyonra, vallásra való tekintet nélkül. A bahái hitűnek csak egy felesége\férje lehet, ha azonban akkor tér át bahái hitre mikor már több felesége\férje van, nem kell elválnia, továbbra is gondoskodnia kell házastársairól.
A bahái házasságkötés során a férfi és a nő tanúk előtt a következő mondatot mondja egymásnak: „Bizony, mi mindnyájan hűek leszünk Isten akaratához”. Továbbá a házasságkötés tartalmaz különböző, a pár által választott zenét, imákat vagy bármilyen más olvasmányt.
Ha a bahái házasságkötés olyan országban jön létre, ahol az adott ország törvényei nem ismerik el a bahái házasságot, akkor először világi esküvőt kell kötniük a házasulandó párnak.
A családon belül tisztelni kell egymás jogait, de az egységet is fenn kell tartani. Fontos továbbá, hogy a családon belül mindenki jól végezze a saját feladatát: a szülőnek gondoskodnia kell a gyerekéről, Isten és embertársaik szeretetére kell nevelniük.

### Bahái templomok és szent helyek

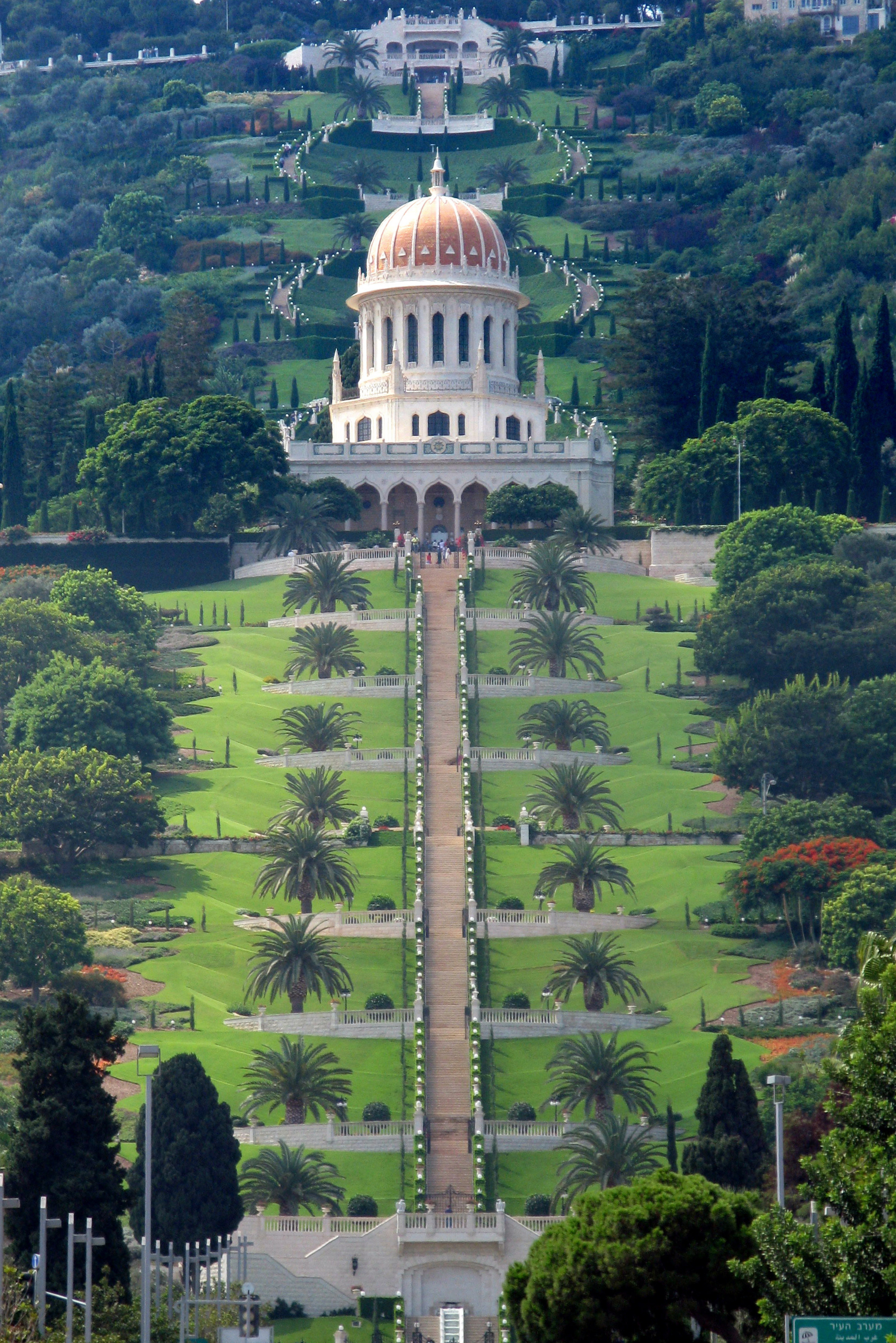
A bahái hit egyik szent épülete, a Báb sírszentélye (Izrael, Haifa)

- A bahái templomok: Apián (Nyugat-Szamoa), Majna-Frankfurtban (Németország), Panamavárosban (Panama), Sydneyben (Ausztrália), Kampalában (Uganda), Új-Delhiben (India) és Wilmette-ben (USA), találhatóak.[22] Jelenleg Santiagóban (Chilében) épül bahái templom.[23]
- A Báb szentélye és a bahái kertek Haifában és Akkóban (Izrael). A Bahái Világközpont a Kármel hegyen található, melyet az emberek régóta „Isten hegyének” tisztelnek, és négy világvallás számára szent hely. A bahái zarándokhelyeket az UNESCO 2008-ban a világörökség részévé választotta.[24]
- A bahái hit hívei tiszteletet éreznek azon helyek iránt is, melyek kiemelkedő személyiségeikkel összefüggésben állnak, így Magyarországon az Abdolbahá által meglátogatott helyeket.

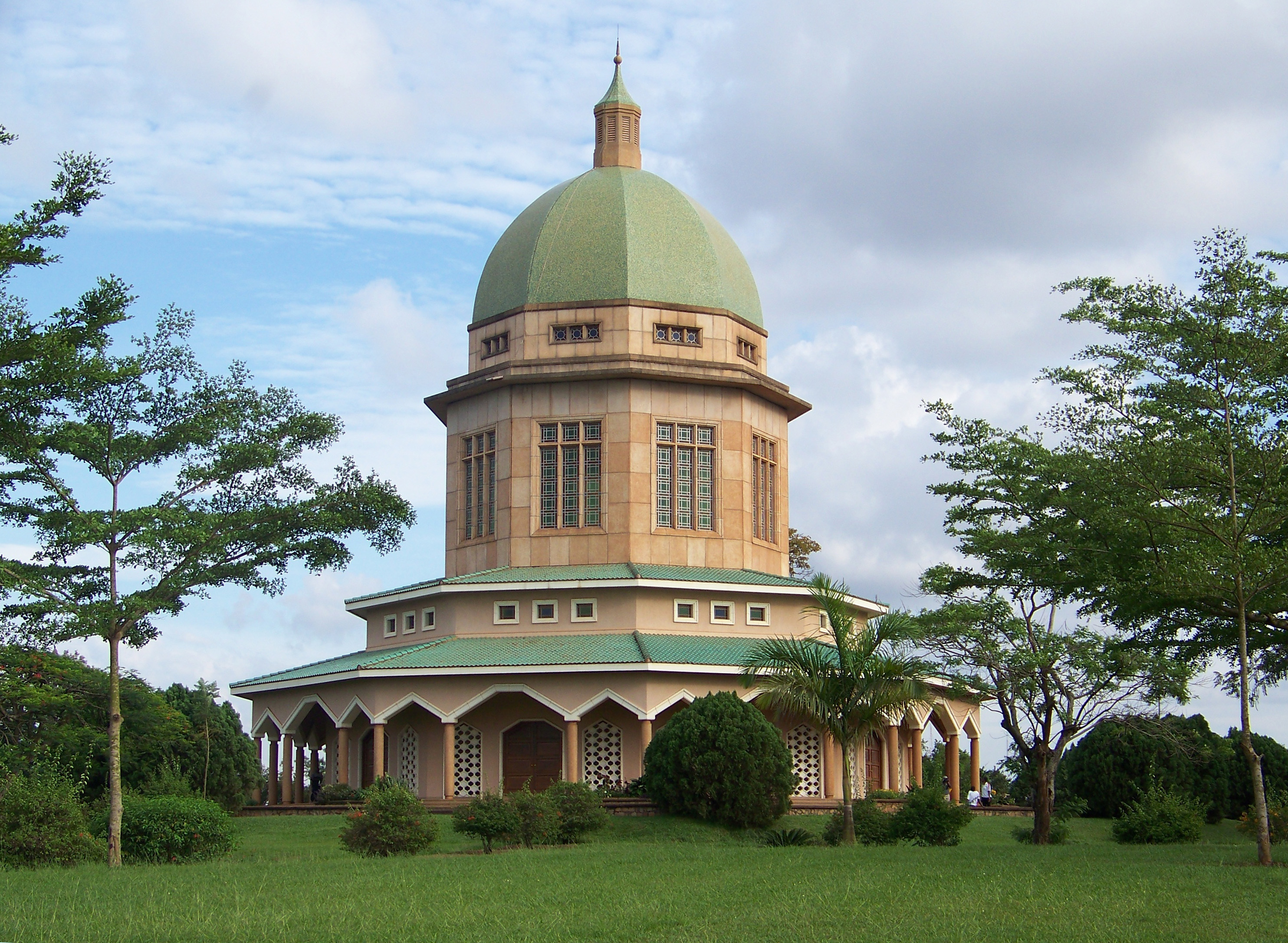
Bahái templom Ugandában

A bahái templomok nyitva állnak más vallások követői előtt is, bárki bemehet, aki imádkozni és meditálni akar. Szervezett programok csak a bahái szent napokon vannak, az idő többi részében csendes imának biztosít helyet. A templomokban megtalálható minden nagyobb vallás szent könyve.
A templom alakja kilencoldalú, középpontban egy kupolával. Ez az elrendezés az emberi nem sokféleségét és egységét szimbolizálja. Azonban minden egyes bahái templom a helyi kultúra jegyeit tükrözi, így építészetileg különböznek egymástól. A templomban kizárólag Szent Szövegek hangozhatnak el, semmilyen prédikáció vagy adminisztratív tevékenység nem megengedett, még a zene sem. Ahogyan az intézmény fejlődik, további épületek fognak a templom köré épülni: óvoda, iskola, szeretetotthon, vendégház, kórház és árvaház.
A bahái hit szerint évszázadok múlva minden faluban és városban állni fog bahái templom. Jelenleg kontinensenként, illetve szigetcsoportokként csak egy-egy van. A templomok építése csak azután fog elkezdődni, hogy a szegény és fejlődő országok is eljutottak a megfelelő fejlettségi, jóléti szintre. Addig a hitnek felajánlott adományokból társadalmi-fejlesztési projekteket indítanak ezekben az országokban.

### Bahái naptár
A baháik vallásos tevékenységeikben egy olyan naptárt használnak, melyet a Báb vezetett be. A Báb a Nap-naptárt fogadta el, de az esztendő kezdőpontja az ősi perzsa Újév, illetve modern Naw-Rúz, vagyis a tavaszi napéjegyenlőség (március 21.). A bahái naptár a Báb Kinyilatkoztatásának évével (1844) kezdődik.
A bahái évben tizenkilenc napos hónapok találhatóak; a 18. és a 19. közé 4 vagy 5 szökőnapot iktatnak be. A Báb a hónapokat Isten tulajdonságairól nevezte el; a bahái napok napnyugtakor kezdődnek.

### Jelképek

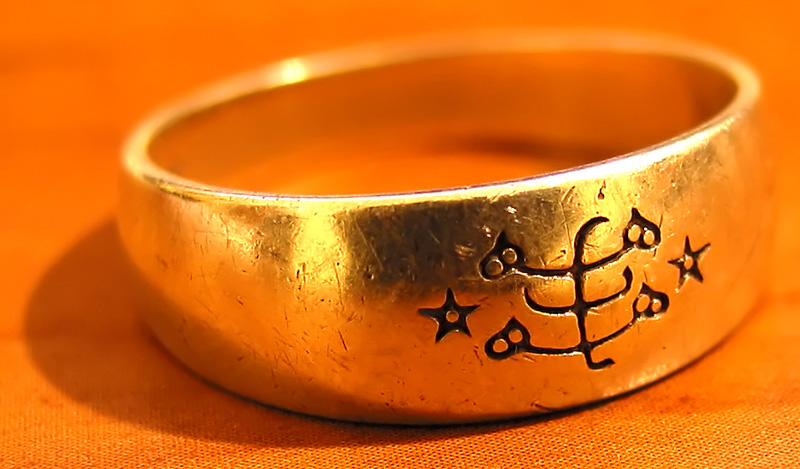
Gyűrű bahái szimbólummal

A bahái hit jelképei az arab Bahá „dicsőség” vagy „ragyogó” jelzőből származnak, melynek számértéke kilenc. Ezért leggyakrabban a kilencágú csillagot használják a baháik hitük szimbólumaként, például könyvek címlapján, honlapokon és bahái épületek tábláin. Továbbá a gyűrű szimbólum és a „Legnagyobb név” kalligráfia is használatos.
A kilences számnak különös jelentősége van a bahái hitben. A Báb kijelentése után kilenc évvel kapta meg Baháalláh a küldetését Istentől egy teheráni börtönben. A kilenc, mint a legnagyobb egyjegyű szám a teljességet, így a korábbi isteni kinyilatkoztatások beteljesítését jelképezi. A bahái templomoknak is ezért van kilenc oldaluk.
A gyűrű szimbólum emlékeztetőül szolgál, hogy mi Isten célja az ember számára. Legfelső vonala a mindenki számára megközelíthetetlen világsíkot jelenti (Isten). A középső vonal az Isten által küldött Megnyilvánulásait, a nagy világvallások Alapítóit jelképezi. Az alsó vonal a teremtett világot szimbolizálja. Közöttük a függőleges vonal jelképezi a kapcsolatot az isteni és a teremtett világ között.

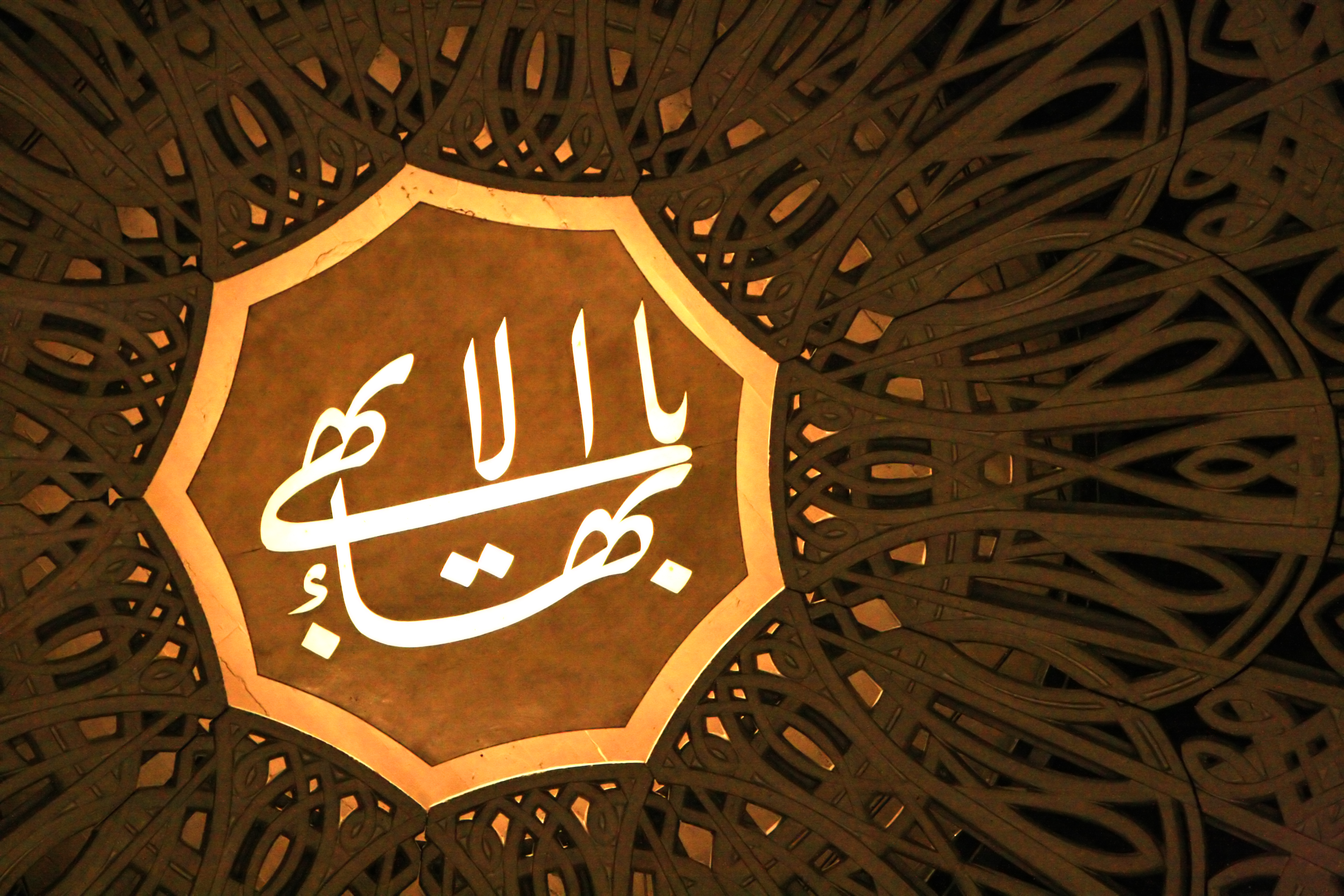
A legnagyobb név kalligráfiája

A legnagyobb név az arab bahá szó kalligrafikus változata, mely Baháalláhra utal. Jelentése: Ó, Te a Legdicsőbb Dicsősége.

### Viszony a nem-bahái közösségekkel
A bahái hitűek egyik fő szabálya, hogy ne zárkózzanak el a külvilágtól, ezért igyekeznek minden vallási és társadalmi csoporttal kapcsolatban lenni. A hívők helyi szinten gyakran vállalnak aktív szerepet az ENSZ vagy UNICEF társaságokban, a nőegyletekben, Eszperantó Szövetségben.

## Szent szövegek

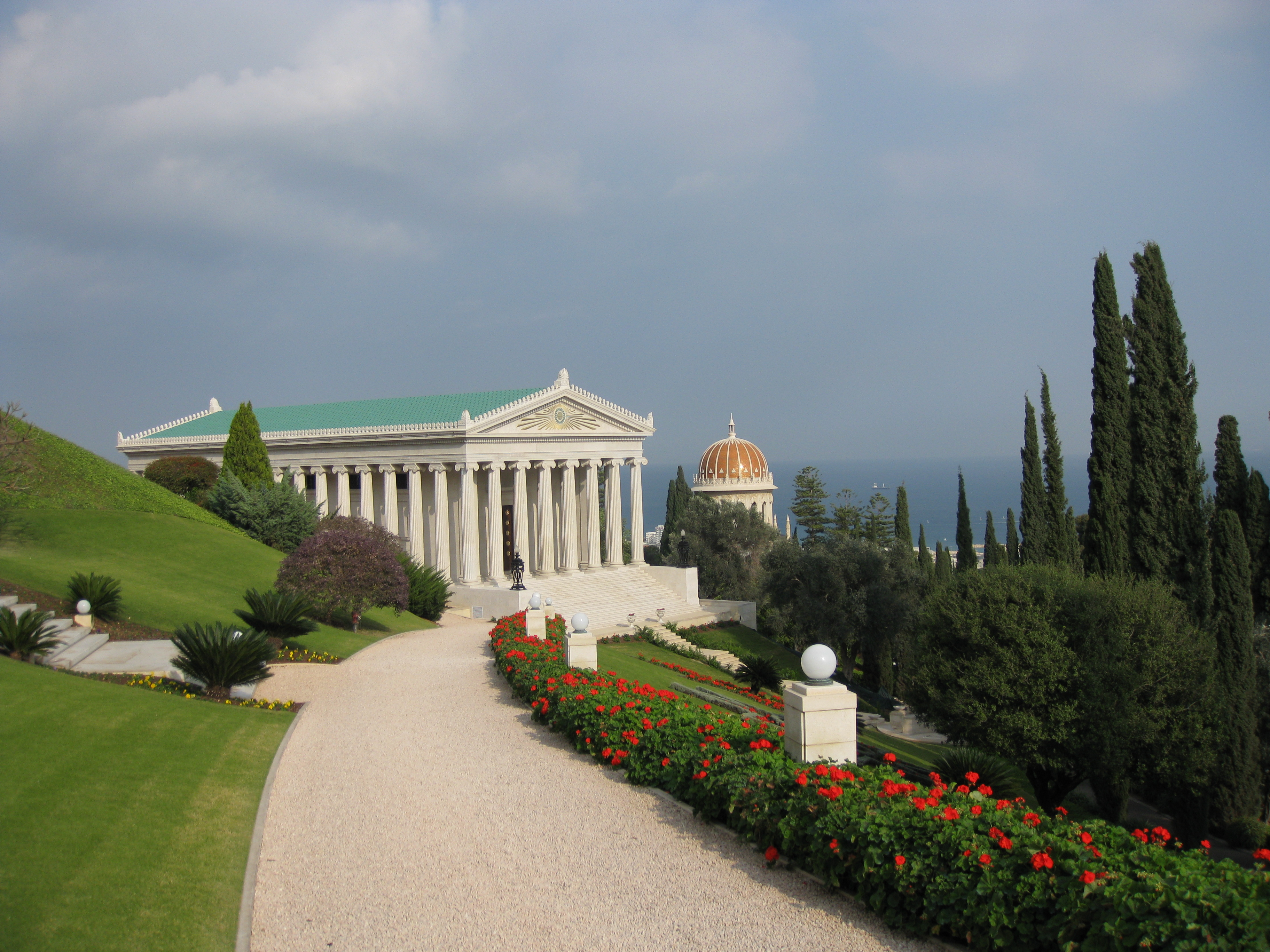
A Nemzetközi Bahái Archívum épülete (Izrael, Haifa)

A kanonizált szövegek a Báb, Baháalláh, Abdolbahá, Sogi Effendi és az Igazságosság Egyetemes Háza írásai, valamint Abdolbahá hitelesített beszédei. A szent szövegeket, mint isteni kinyilatkoztatást a Báb és Baháalláh írásai adják. Hiteles értelmezésnek számítanak Abdolbahá írásai és beszédei, valamint Sogi Effendi írásai. A nem egyértelmű szent szövegek jelentésének megvilágítását adják az Igazságosság Egyetemes Háza írásai. A Ház a változó kor szükségleteinek megfelelően törvényeket is hoz, az alapítók által részletesen nem szabályozott kérdésekben, de nem mondhat a szent szövegeknek ellent.
Az isteni kinyilatkoztatás a Báb és Baháalláh esetében úgy történt, hogy gyorsírással kellett leírni az Istentől kapott szavakat. Amikor titkáraik írták a feljegyzéseket, akkor a diktáló átnézte, kijavította és pecsétjével hitelesítette a szövegeket. Néhány ember úgy lett bábi vagy bahái hitű, hogy szemtanúja volt a gyors diktálásnak.
A szent szövegek többsége a legmagasabb szinten művelt arab vagy perzsa nyelven íródott. Az eredeti írások a Bahái Világközpontban, a Nemzetközi Archívum épületében tekinthetők meg.

## A bahái hit intézményrendszere
A bahái hitben papok és más egyszemélyes vezetés helyett választott testületek működnek helyi, országos és nemzetközi szinten. A bahái igazgatási rend tekintélyét a Szent Szövegekből nyeri.
A bahái hit alapítója, Baháalláh végrendelete szerint, halála után Abdolbahá értelmezte írásait és vezette a bahái közösséget. Abdolbahá elhunyta után, végrendelete szerint a bahái hit Védnöke legidősebb unokája, az éppen Oxfordban tanulmányokat folytató Sogi Effendi lett. Sogi Effendi elhunyta után egy kilencfős testület, az Igazságosság Egyetemes Háza vezeti a közösséget.

### Az Igazságosság Egyetemes Háza

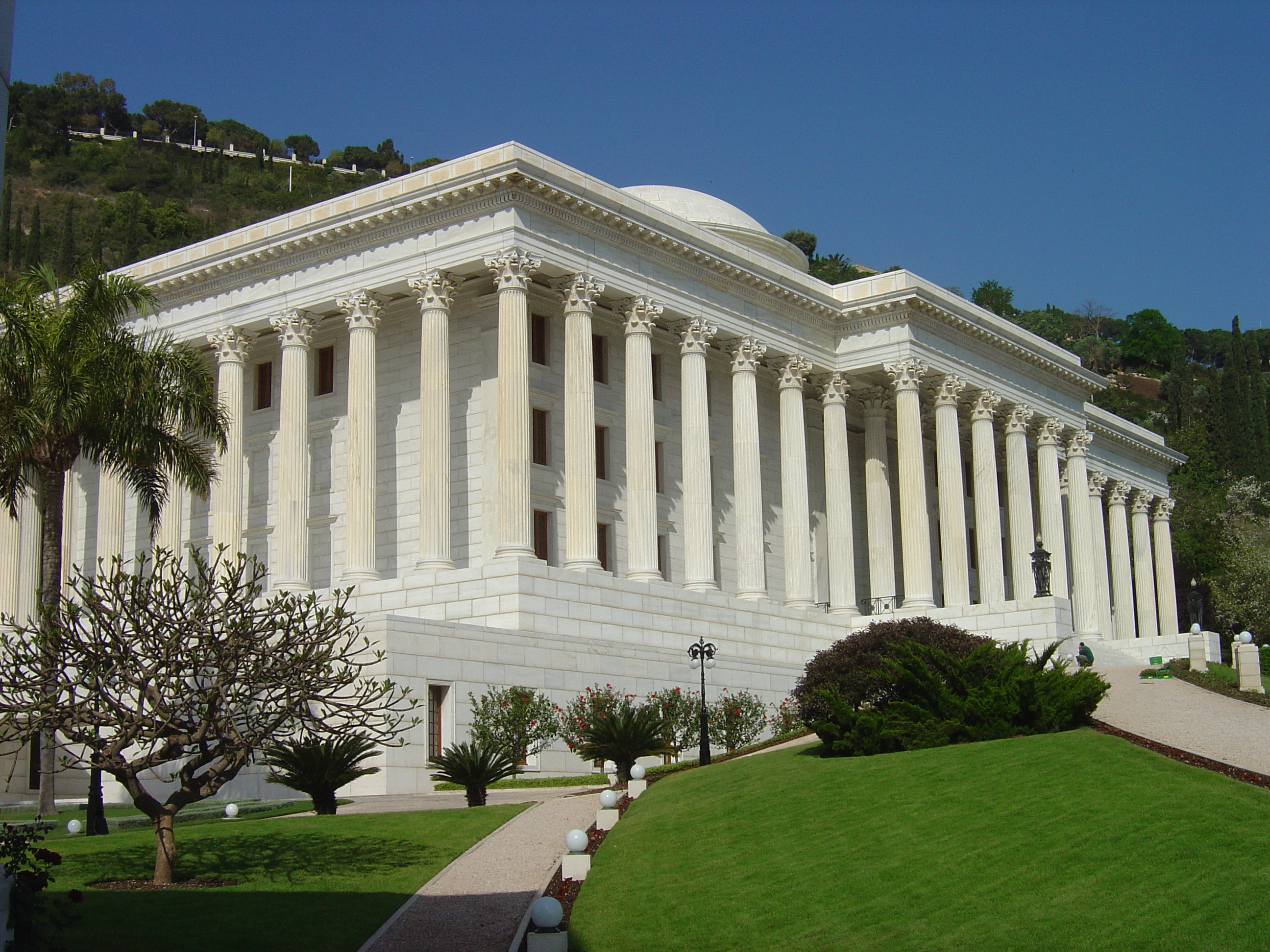
Az Igazságosság Egyetemes Háza székhelye Haifában

Hogy a különböző vallási előírásokat mindig hozzáigazítsák a folyamatosan fejlődő társadalom követelményeihez, Baháalláh hagyatékában foglaltak szerint, a bahái közösségek létrehozták az Igazságosság Egyetemes Házát. „Az Igazságosság Háza tagjainak tiszte, hogy együttesen tanácskozzanak azon dolgokról, melyeket közvetlenül nem nyilatkoztattak ki a Könyvben, és hogy érvényre juttassák azt, ami számukra elfogadható.”
Baháalláh végrendeletében olvashatunk a testület felhatalmazásáról is: „ És miként az Igazságosság Házának felhatalmazása van arra, hogy azokban a napi vonatkozású ügyekben, amelyek a Könyvben nincsenek határozottan feltüntetve, törvényeket hozzon, ugyanúgy arra is joga van, hogy ezeket visszavonja… Megteheti, mert ezek a szabályok nem részei az Isteni Szövegeknek”
A testület tagjainak megválasztása Baháalláh küldetése bejelentésének századik évfordulóján, 1963. április 21-én történt. A választáson az akkor létező ötvenhat Országos Szellemi Tanács képviselői jelentek meg Haifában, a Hit Világközpontjában. Az Igazságosság Egyetemes Háza 1972-ben adta ki Alapszabályát, mely magába foglalta a megalapításának alapjául szolgáló szent írásokat, jogköreit és kötelezettségeit. A függelékben részletesen szabályozták a Nemzetközi Konvenciót, mely összegyűlve ötévente megválasztja az Igazságosság Egyetemes Házát.
Az 1978 áprilisi negyedik Konvención százhuszonhárom Országos Szellemi Tanács tagjai szavaztak Haifában. 2008-ban a 170 Országos Szellemi Tanácsból 153 képviseltette magát személyesen, a többiek postán szavaztak.
További bahái szervezetek: Isten Ügyének Kezei, Segédtestületi Tagok, a Tanácsosok Kontinentális Karai, Nemzetközi Tanítási Központ, Helyi Szellemi Tanácsok, Országos Szellemi Tanácsok.

## Üldözés
A bahái hitet szülőhazájában, Iránban a kezdete óta folyamatosan üldözik. Jemenben és Egyiptomban is korlátozzák a baháik vallásszabadságát. A muszlim országok közül Banglades elfogadja a bahái hitet.
Az üldözés fő oka a hatalmon lévők – főleg a muszlim papok – ellenérzése olyan bahái elvekkel szemben, mint a férfiak és a nők egyenjogúsága, valamint a papság megszüntetése. A Bábot 1850-ben nyilvánosan kivégezték. Tízezer követőjét kegyetlenül megölték, amiről a magyarországi újságok is beszámoltak 1852-től.
Az 1979-es iráni iszlám forradalom után drámaian romlott az baháik emberjogi helyzete. Néhány éven belül kétszáz baháit végeztek ki, köztük 1983-ban egy tizenhét éves lányt, Mona Mahmudnizhadot kilenc nővel együtt. A nemzetközi nyomás hatására a kivégzések leálltak, de az állam által támogatott kampány célja megmaradt: a bahái közösség kiirtása.

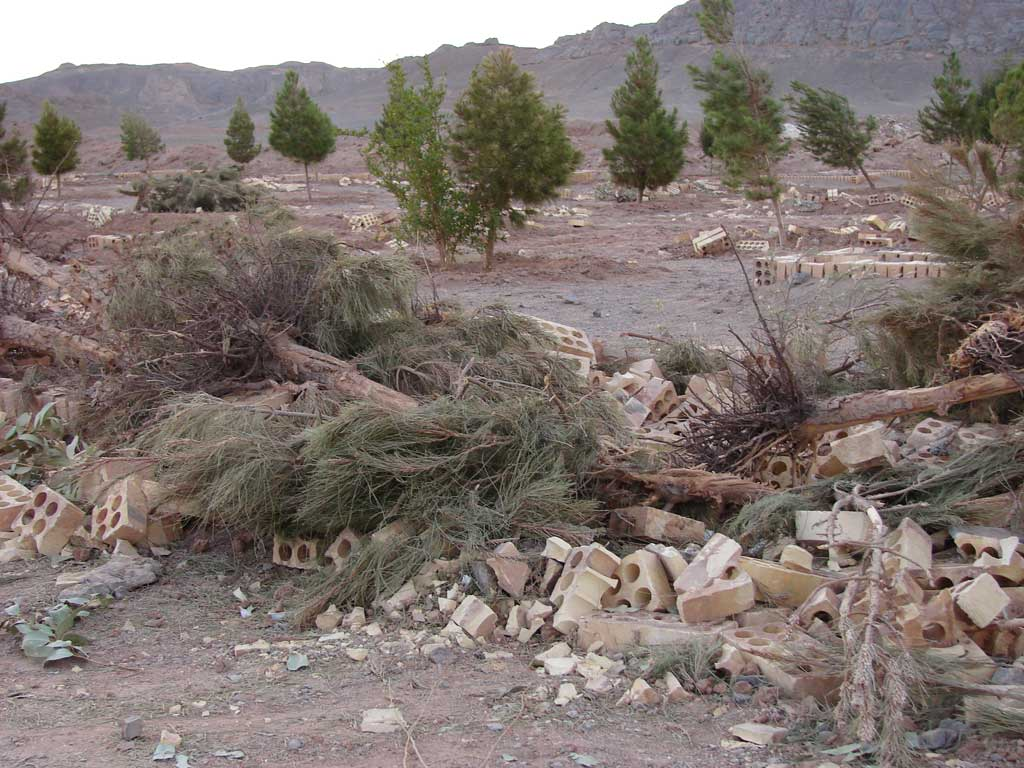
A lerombolt jazdi bahái temető

Jelenleg Irán legnagyobb, nem-muszlim vallási kisebbsége, a 300 000 fős iráni bahái közösség az egyik legjobban üldözött csoport a bebörtönzöttek számát és az üldözés kiterjedtségét tekintve, amely az iskolás gyermekek megfélemlítésétől a bahái temetők lerombolásáig terjed. Hét vezetőjüket 2008 tavaszán 20 éves börtönbüntetésre ítélték.
A bahái közösség építő módon válaszol az üldözésre: az eltanácsolt diákok és a kirúgott tanárok lakásokban, nemzetközileg elismert egyetemet hoztak létre.
Irániak is kezdenek fellépni saját országuk kisebbségének védelmében. Nemzetközi jogvédő szervezetek, kormányok – köztük Magyarország – és számos egyén már régóta küzd a baháik emberi jogaiért. Iráni értelmiségiek 2009-ben „Szégyenkezünk” címmel nyílt levélben szólaltak fel az országukban élő baháik jogaiért. Emigrációban élő nem-bahái iráni származású filmrendezők több filmet készítettek a hivatalos médiában rossz színben feltüntetett vallásról (Reza Allamehzadeh: Iranian taboo 2011; Mohsen Makhmalbaf: The Gardener 2012; Maziar Bahari: To Light a Candle 2014).
Iránban élők is – életük kockáztatásával – nyíltan kiállnak az országukban élő baháik mellett. Mohammad Nourizad 2013-ban lábon csókolt egy 4 éves gyermeket, Artin Rahimiant, akinek mindkét szülője börtönben van bahái hite miatt. Abdol Hamid Masoumi-Tehrani ajatollah Baháalláh írásaiból vett idézet díszes kalligráfiáját ajándékozta a világ bahái hívőinek 2014-ben. Bocsánatkérésként térdelt egy fotón baháik előtt Muhammad Nourizad újságíró és Muhammad Maleki, a Teheráni Egyetem korábbi rektora.
A magyarországi baháik projektjében több tucat közéleti személyiség adott hangot az iráni emberi jogokért.